# Rose Hill (condado de Lee, Virginia)
Rose Hill es un lugar designado por el censo situado en el condado de Lee, Virginia  (Estados Unidos). Según el censo de 2010 tenía una población de 799 habitantes.

## Demografía
Según el censo de los Estados Unidos del 2000 Rose Hill tenía una población de 714 habitantes., 306 viviendas, y 197 familias. La densidad de población era de 80,1 habitantes por km².
De las 306 viviendas en un 30,1%  vivían niños de menos de 18 años, en un 48%  vivían parejas casadas, en un 13,4% mujeres solteras, y en un 35,3% no eran unidades familiares. En el 33% de las viviendas  vivían personas solas el 15,4% de las cuales correspondía a personas de 65 años o más que vivían solas. El número medio de personas viviendo en cada vivienda era de 2,33 y el número medio de personas que vivían en cada familia era de 2,96.
Por edades la población se repartía de la siguiente manera: un 25,9% tenía menos de 18 años, un 4,8% entre 18 y 24, un 29,6% entre 25 y 44, un 24,4% de 45 a 60 y un 15,4% 65 años o más.
La edad media era de 39 años. Por cada 100 mujeres de 18 o más años  había 75,2 hombres.
La renta media por vivienda era de 15.408$ y la renta media por familia de 15.833$. Los hombres tenían una renta media de 23.500$ mientras que las mujeres 16.583$. La renta per cápita de la población era de 9.652$. En torno al 36,4% de las familias y el 40,8% de la población estaban por debajo del umbral de pobreza.